# Psychotria longipedunculata
Psychotria longipedunculata är en måreväxtart som först beskrevs av George Gardner, och fick sitt nu gällande namn av Johannes Müller Argoviensis. Psychotria longipedunculata ingår i släktet Psychotria och familjen måreväxter. Inga underarter finns listade i Catalogue of Life.